# بارگه
بارگه (به ایتالیایی: Barghe) یک کومونه در ایتالیا است که در استان برشا واقع شده‌است.

## خصوصیات
بارگه ۵٫۴ کیلومترمربع مساحت و ۱٬۲۰۵ نفر جمعیت دارد و ۲۹۵ متر بالاتر از سطح دریا واقع شده‌است.